# Isii Sóhacsi
Isii Sóhacsi (石井庄八; Hepburn: Ishii Shōhachi; 1926. szeptember 20. – 1980. január 4.) olimpiai bajnok japán birkózó. Az 1952. évi nyári olimpiai játékokon szerzett aranyérmet szabadfogású birkózásban. Hazája egyetlen aranyérmét szerezte azon az olimpián. Azért kezdett el birkózással foglalkozni, mert a környékükön nem volt cselgáncsoktatás. 53 éves korában, veserákban hunyt el.

## Olimpiai szereplése
| Versenyző    | Versenyszám | 1. forduló                | 2. forduló              | 3. forduló                  | 4. forduló                    | 5. forduló                 | 6. forduló                  | 7. forduló                    | 8. forduló        | Helyezés |
| Versenyző    | Versenyszám | Ellenfél Eredmény         | Ellenfél Eredmény       | Ellenfél Eredmény           | Ellenfél Eredmény             | Ellenfél Eredmény          | Ellenfél Eredmény           | Ellenfél Eredmény             | Ellenfél Eredmény | Helyezés |
| ------------ | ----------- | ------------------------- | ----------------------- | --------------------------- | ----------------------------- | -------------------------- | --------------------------- | ----------------------------- | ----------------- | -------- |
| Isii Sóhacsi | 57 kg       | Tauno Jaskari (FIN) · 3-0 | Ken Irvine (GBR) · 7:35 | Cemil Sarıbacak (TUR) · 3-0 | Ferdinand Schmitz (GER) · 2-1 | Edvin Vesterby (SWE) · 3-0 | Khashaba Jhadav (IND) · 3-0 | Rashid Mamedbekov (URS) · 3-0 |                   |          |